# Rick Leonardi
Rick Leonardi (Filadélfia, 9 de agosto de 1957) é um artista de histórias em quadrinhos americano. Ele já trabalhou em várias séries da Marvel Comics e DC Comics, incluindo Manto e Adaga, Uncanny X-Men, Spider-Man 2099, Asa Noturna e Batgirl.

### Dark Horse Comics
- Dark Horse Comics #1–2 (1992)
- Green Lantern Versus Aliens #1–4 (2000)
- Star Wars #8, 10 (1999)
- Star Wars: Darth Vader and the Lost Command #1–5 (2011)
- Star Wars: General Grievous #1–4 (2005)
- Star Wars Tales #3, 9 (2000–2001)

### DC Comics
- Adam Strange Special #1 (2008)
- Batgirl #45–47, 49–50, 52, 54 (2003–2004)
- Batman #400 (1986)
- Aves de Rapina #39–41 (2002)
- Gladiador Dourado vol. 2 #47 (2011)
- DC Universe: Decisions #1, 3 (2008)
- Fábulas #113 (2012)
- JLA: Classified #42–46 (2007–2008)
- Legião dos Super-Heróis vol. 5 #47 (2008)
- Legion Worlds #4 (2001)
- New Teen Titans vol. 2 #22 (1986)
- Asa Noturna #57, 59, 71–75, 78–81, 83-84 (2001–2003)
- Asa Noturna: Mundos em Guerra #1 (2001)
- Secret Origins #20 (Batgirl) (1987)
- Showcase '96 #7 (1996)
- Sovereign Seven Annual #2 (1996)
- Esquadrão Suicida vol. 3 #23 (2013)
- Supergirl vol. 5 #27 (2008)
- Superman #665, 668–670, 712 (2007–2011)
- Superman Returns Prequel #3 (2006)
- Vigilante vol. 2 #1–4, 7–10, 12 (2009–2010)
- Who's Who: The Definitive Directory of the DC Universe #14 (1986)
- Who's Who: Update '87 #1 (1987)

### Event Comics
- Painkiller Jane #1–5 (1997)
- Painkiller Jane/Hellboy #1 (1998)

### Marvel Comics
- The Amazing Spider-Man # 228, 253–254, 279, 282 (1982–1986)
- Cable/Machine Man '98 #1 (1998)
- Classic X-Men #37 (1989)
- Manto e Adaga #1–4 (1983)
- Manto e Adaga vol. 2 #1–4, 6 (1985–1986)
- Manto e Adaga vol. 3 #12–16 (1990–1991)
- Demolidor #248–249, 277 (1987–1990)
- Excalibur #19 (1990)
- Excalibur: Air Apparent #1 (1992)
- Excalibur: XX Crossing #1 (1992)
- Quarteto Fantástico 2099 #1 (1996)
- Geração X #24 (1997)
- Giant-Size X-Men #4 (2005)
- Impossible Man #2 (1991)
- O Incrível Hulk #10 (1981)
- Marvel Comics Presents #10–17 (Colossus); #101–106 (Motoqueiro Fantasma/Doutor Estranho) (1989–1992)
- Marvel Fanfare #14, 19 (1984–1985)
- Marvel Holiday Special #4-5 (1995–1997)
- Novos Mutantes #38, 52–53, 78 (1986–1989)
- Novos Thunderbolts #96–97 (2006)
- Phoenix Resurrection: Revelations #1 (1995)
- The Rampaging Hulk vol. 2 #1–3, 5–6 (1998–1999)
- Sentinela/Homem-Aranha #1 (2001)
- Sonâmbulo #4 (1991)
- The Spectacular Spider-Man # 52, 71 (1981–1982)
- Homem-Aranha #17 (1991)
- Spider-Man 2099 #1–8, 10–13, 15–17, 19–20, 22–25 (1992–1994)
- Spider-Man/Spider-Man 2099 #1 (1996)
- Tales of the Marvel Universe #1 (1997)
- Thor #303, 309 (1981)
- Uncanny X-Men #201, 212, 228, 231, 235, 237, 252 (1986–1989)
- O Visão e a Feiticeira Escarlate #1–4 (1982–1983)
- Warlock e a Guarda do Infinito #3–4 (1992)
- X-Man #31 (1997)
- X-Men '99 Annual #1 (1999)
- X-Men: True Friends #1–3 (1999)

### New Paradigm Studios
- Watson and Holmes #1 (2013)